# Irene Schroll
Irene Schroll, est une biathlète allemande, née en 1966 à Traunstein. 

## Biographie
En 1990, elle est sélectionnée pour ses premiers et uniques championnats du monde, où elle prend la médaille d'argent sur la course par équipes avec Daniela Hörburger, Inga Kesper et Petra Schaaf et se classe quinzième du sprint. Le même hiver en Coupe du monde, elle signe une septième place dans un individuel et une victoire en épreuve par équipes à Kontiolahti.

## Palmarès

### Championnats du monde
- Médaille d'argent de la course par équipes aux Championnats du monde de 1990 à Oslo (Norvège).

### National
- Championne du sprint en 1989.
- Championne de l'individuel en 1990.